# TurtleBot
TurtleBot é um kit de robô pessoal de baixo custo de hardware livre e com software de código aberto. TurtleBot foi criado na Willow Garage por Melonee Wise e Tully Foote, em novembro de 2010.
O kit do TurtleBot é composto de uma base móvel, um sensor 3D, um laptop, e peças de hardware que vêm no kit. Além do kit, os usuários podem baixar o SDK do TurtleBot na wiki do ROS. O TurtleBot foi projetado para ser fácil de comprar, construir e montar, usando peças que podem ser facilmente encontradas. Como uma plataforma de entrada à robótica móvel, o TurtleBot tem muitos dos mesmos recursos das outras plataformas construídas pela mesma empresa, como o PR2 e o Care-O-Bot. Com o TurtleBot, usuários podem dirigir ao redor de um ambiente, mapeá-lo e vê-lo em 3D.

## Tecnologia
Com os componentes padrões do TurtleBot, é possível evitar obstáculos e navegar de forma autônoma em tempo real. O TurtleBot pode executar algoritmos de Localização e Mapeamento Simultâneos (SLAM) para construir um mapa e pode ser controlado remotamente a partir de um laptop ou smartphone rodando Android. TurtleBots também podem seguir as pernas de uma pessoa conforme ela caminha uma sala. Usuários podem estender a plataforma com hardware customizado, como por exemplo com a adição de um braço robótico que roda ROS.

### TurtleBot 1
O TurtleBot 1 consiste de uma base iRobot Create, uma bateria de 3000 mAh, uma placa com giroscópio, sensor Kinect, um laptop Asus 1215N com um processador dual core, e o hardware do kit para juntas todas as partes e adicionar futuro sensores. A montagem do kit é rápida e fácil, usando uma única chave allen (incluída no kit).

### TurtleBot 2
O TurtleBot 2 é semelhante ao TurtleBot 1 mas usa uma base Yujin Kobuki. Também vem com uma doca de carregamento rápido onde o TurtleBot pode ir autonomamente, permitindo a operação contínua.

### TurtleBot 3
O Turtlebot 3, anunciado e desenvolvido em colaboração com ROBOTIS e a Open Source Robotics Foundation, é o menor e mais barato de sua geração. Ele foi projetado para ser modular e ser facilmente estendido por partes criadas por uma impressora 3D.
O Turtlebot 3 está disponível em 2 kits, TurtleBot 3 Burguer e TurleBot 3 Waffle.
O Burger vem com dois motores servos DYNAMIXEL XL-430-W350-T, uma placa Raspberry Pi, laser, sensor de distância, cartão microSD, bateria polímero de Lítio, guia de início rápido e kit de hardware.
O Waffle vem com dois motores servos DYNAMIXEL XL-430-W350-T, uma placa Intel Joule, sensor Intel RealSense e de distância a laser, bateria polímero de Lítio, guia de início rápido e kit de hardware.

## Comunidade
Como com muitas outras plataformas que usam ROS, um dos pontos mais fortes do TurtleBot é a sua comunidade de apoio. O TurtleBot tem uma comunidade mundial que está em constante crescimento, com milhares de TurtleBots em todo o mundo. O TurtleBot tem sido adotado por muitos laboratórios de pesquisa para fazer pesquisas de multi-robôs e de interação humano-robô. Além disso, muitas universidades estão usando o TurtleBot para ensinar cursos introdutórios de robótica.

## Licenciamento
TurtleBot é uma marca registrada mantida pela Open Source Robotics Foundation, que licencia o uso da marca TurtleBot para a fabricação e distribuição de produtos TurtleBot.